# NGC 2860
NGC 2860 é uma galáxia espiral barrada (SBa) localizada na direcção da constelação de Lynx. Possui uma declinação de +41° 03' 36" e uma ascensão recta de 9 horas, 24 minutos e 53,2 segundos.
A galáxia NGC 2860 foi descoberta em 17 de Março de 1884 por Édouard Jean-Marie Stephan.